# Trichipteris kuhnii
Trichipteris kuhnii là một loài thực vật có mạch trong họ Cyatheaceae. Loài này được (Hieron.) R.M. Tryon miêu tả khoa học đầu tiên năm 1970.